# Rhyothemis obsolescens
Rhyothemis obsolescens е вид водно конче от семейство Libellulidae. Видът не е застрашен от изчезване.

## Разпространение
Разпространен е в Бруней, Виетнам, Индонезия (Калимантан и Суматра), Китай (Хайнан), Малайзия (Западна Малайзия, Сабах и Саравак), Мианмар, Сингапур, Тайланд и Филипини.